# Selwyn Maister

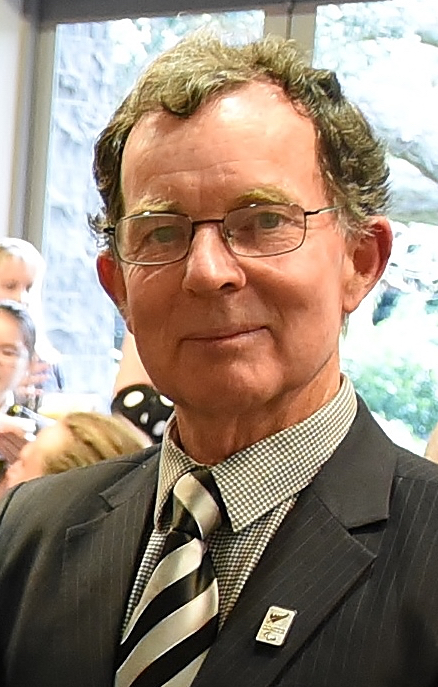
Selwyn Maister (2017)

Selwyn Gerald Maister QSM (* 24. Mai 1946 in Christchurch) ist ein ehemaliger neuseeländischer Hockeyspieler, der 1976 Olympiasieger war.

## Leben
Der 1,63 m große Selwyn Maister studierte an der University of Canterbury in Christchurch und spielte auch für den Hockeyclub seiner Universität. Von 1969 bis 1972 war er mit einem Rhodes-Stipendium an der University of Oxford.
Selwyn Maister debütierte 1965 in der neuseeländischen Nationalmannschaft. Bei den Olympischen Spielen 1968 in Mexiko-Stadt belegten die Neuseeländer in der Vorrunde den dritten Platz. In den Platzierungsspielen erreichten sie am Ende den siebten Platz. Vier Jahre später belegten die Neuseeländer den neunten Platz bei den Olympischen Spielen in München. Bei den Weltmeisterschaften 1973 und 1975 erreichten die Neuseeländer jeweils den siebten Platz. 1976 bei den Olympischen Spielen in Montreal belegten die Neuseeländer in der Vorrunde den zweiten Platz in ihrer Gruppe, wobei sie gegen den Gruppensieger Pakistan mit 2:5 verloren. Im Halbfinale bezwangen die Neuseeländer die niederländische Mannschaft mit 2:1 nach Verlängerung. Im Finale gegen die Australier siegten die Neuseeländer durch einen Treffer von Tony Ineson mit 1:0.
In weiten Teilen seiner Karriere spielte Selwyn Maister mit seinem jüngeren Bruder Barry Maister zusammen.
Selwyn Maister war dreißig Jahre lang am Polytechnikum in Christchurch tätig. Daneben blieb er ehrenamtlich immer seinem Sport als Trainer und in verschiedenen anderen Funktionen verbunden. Bei den Olympischen Spielen 2000 war er Assistenztrainer der neuseeländischen Damen. Er gehörte viele Jahre dem Vorstand von Paralympics New Zealand an. 2012 wurde er mit der Queen’s Service Medal ausgezeichnet.